# Klubi Futbollit Tirana 2013-2014

## Rosa
Aggiornata al 23 febbraio 2014.
| N. |                    | Ruolo | Calciatore            |
| -- | ------------------ | ----- | --------------------- |
| 1  | Albania (bandiera) | P     | Ilion Lika            |
| 2  | Albania (bandiera) | D     | Elvis Sina (capitano) |
| 3  | Albania (bandiera) | D     | Ervis Kaja            |
| 4  | Albania (bandiera) | D     | Gentjan Muça          |
| 5  | Albania (bandiera) | D     | Entonio Pashaj        |
| 6  | Albania (bandiera) | D     | Blerim Kotobelli      |
| 7  | Kenya (bandiera)   | C     | Francis Kahata        |
| 8  | Albania (bandiera) | C     | Mateos Çake           |
| 9  | Albania (bandiera) | A     | Mirel Çota            |
| 10 | Albania (bandiera) | C     | Mensur Limani         |
| 11 | Albania (bandiera) | A     | Ergys Sorra           |
| 12 | Albania (bandiera) | P     | Marsel Çaka           |
| 13 | Albania (bandiera) | C     | Erando Karabeçi       |
| 15 | Albania (bandiera) | A     | Hanc Llagami          |

| N. |                       | Ruolo | Calciatore         |
| -- | --------------------- | ----- | ------------------ |
| 17 | Burundi (bandiera)    | A     | Selemani Ndikumana |
| 18 | Albania (bandiera)    | C     | Dorian Kërçiku     |
| 19 | Albania (bandiera)    | D     | Erjon Braka        |
| 20 | Albania (bandiera)    | C     | Erlind Koreshi     |
| 21 | Montenegro (bandiera) | C     | Ivan Delić         |
| 22 | Albania (bandiera)    | P     | Endri Saraçi       |
| 23 | Brasile (bandiera)    | A     | Gilberto Fortunato |
| 25 | Albania (bandiera)    | D     | Ardit Peposhi      |
| 26 | Albania (bandiera)    | C     | Afrim Taku         |
| 27 | Albania (bandiera)    | A     | Mario Morina       |
| 29 | Albania (bandiera)    | D     | Erion Hoxhallari   |
| 33 | Albania (bandiera)    | P     | Xhino Sejdo        |
| 44 | Albania (bandiera)    | D     | Endrit Vrapi       |
| 99 | Albania (bandiera)    | D     | Reinaldo Kalari    |